# Zehava Ben
Zehava Ben (en hébreu : זהבה בן), (née le 8 novembre 1968) est une chanteuse et actrice israélienne.
Elle est l'une des chanteuses les plus populaires du registre "Musique Mizrahi Israélienne" ; le style de musique et de chant issu des communautés orientales israéliennes (Moyen-Orient, Afrique du Nord) un genre qui prédomina dans la scène musicale israélienne dans les années 90 et qui se maintient de nos jours.

## Naissance et début
Zehava est née à Beer-Sheva, chef-lieu du Néguev au sud du territoire israélien, au sein d'une famille marocaine juive. Elle a grandi dans un milieu défavorisé.
Fière de son héritage marocain, héritage si évident dans sa production musicale qui en porte de notables stigmates. en chantant à la fois en hébreu aussi bien qu'en arabe. Elle a pris part à de nombreux festivals en dehors d'Israël, notamment en Suède et en France.

## Carrière musicale
Son premier album Eize Min Olam (Quelle Espèce de Monde) lui consacre déjà un succès qu'elle réitérera en 2000 avec l'album Geshem Bokhe (La Pluie Pleure), puis Tipat Mazal (Une goutte de Chance) et enfin Derekh Agoral ("Le Sentier du Destin"). Après ces quatre albums, Zehava fait son apparition dans le film ''Un brin de chance'' (Tipat Mazal), film gagnant en popularité chez les communautés juives d'origine mizrahite, nord-africaine et israélo-arabe. Sa renommée dans les pays arabes vient surtout de ses reprises, chantées en langue arabe, du répertoire de la cantatrice égyptienne Oum Kalthoum, dont le titre Enta Omri ("Tu es ma vie"). Elle a également chanté le titre célèbre : Shir la Shalom ("Une chanson pour la Paix") lors de la campagne électorale du parti Meretz (parti pour les  droits civils de gauche)[réf. nécessaire].
L'une de ses chansons les plus connues est Ma Yihye (Qu'en sera-t-il) qui figure dans la compilation "Buddha Bar".
En 2005, Zehava Ben participa à un concours pour représenter son pays à l'Eurovision, avec la chanson: Peace and Love, chantée en trois langues : l'hébreu, l'arabe et l'anglais. Elle finit à la deuxième place derrière Shiri Maymon, une autre chanteuse d'origine juive marocaine.

## Discographie
- 1989 : Tipat Mazal
- 1990 : Eize Min Olam
- 1991 : Eynta 'Oumri
- 1992 : Geshem Bokhe
- 1993 : Derekh Hagoral
- 1994: Mavita Kadima
- 1997 : Kokhav E'had Levad
- 1998: Habayita La'hzor
- 2000: Melekh Amiti
- 2002: Beit Avi
- 2002 : Betokh Halev
- 2004 : Zehava Ben
- 2007: Lalekhet 'im Ha or
- 2011 : Leilot Babayit

## Filmographie
- 1993 : Un brin de chance (Tipat Mazal)